# Markt (Gemeinde Schwarzau)
Schwarzau im Gebirge, vor Ort schlicht Markt, ist ein Ort in der Region Semmering–Rax in Niederösterreich wie auch Hauptort und Ortschaft der Gemeinde Schwarzau im Gebirge im Bezirk Neunkirchen.

## Geographie

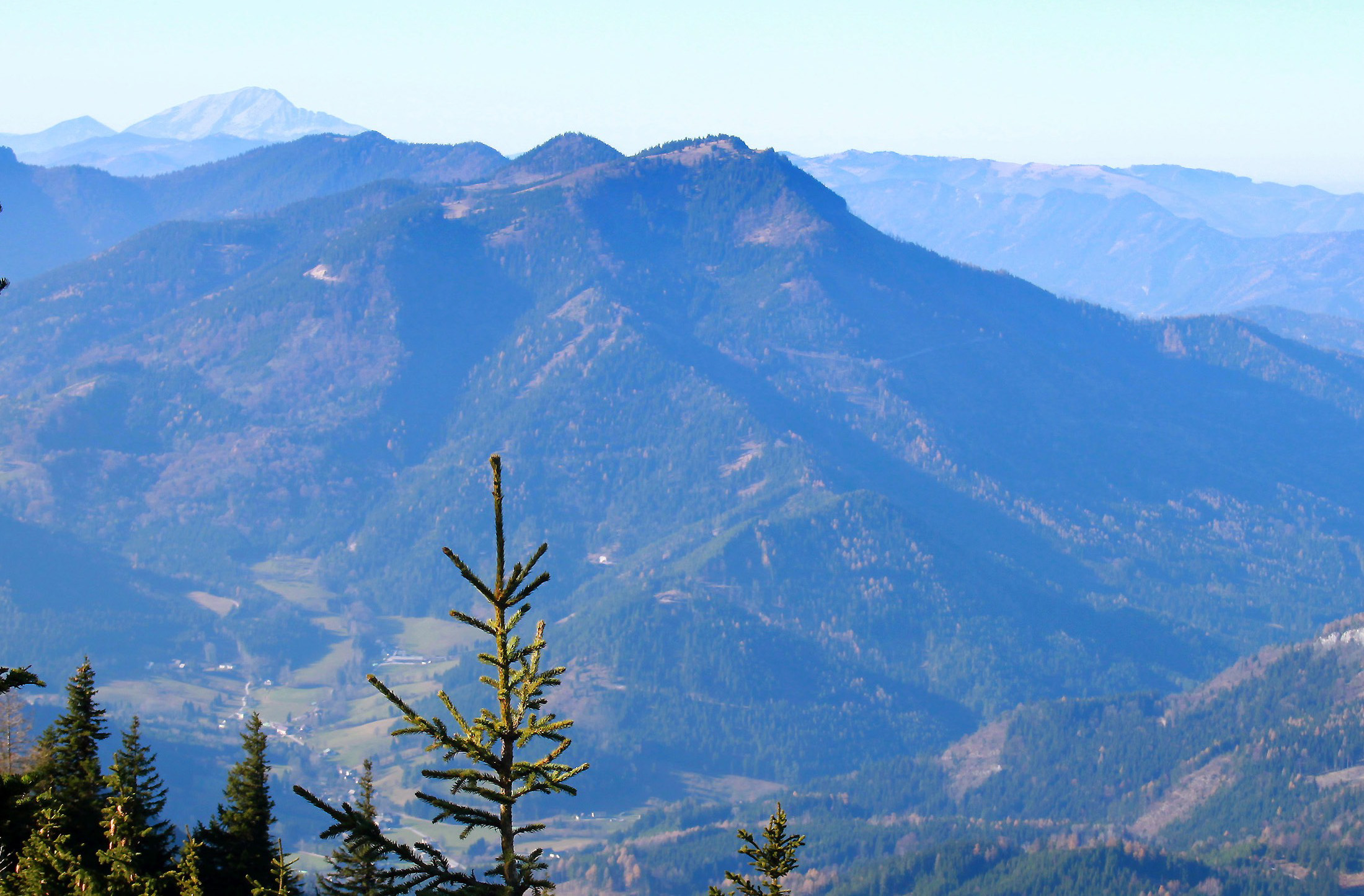
Das Schwarzatal (der Marktort nicht sichtbar) vom Kuhschneeberg: Der Obersberg, hinten der Ötscher

Der Ort befindet sich 30 Kilometer westlich von Neunkirchen, etwas nördlich des Rax-Massivs. Er liegt inmitten des Gemeindegebiets an der oberen Schwarza  auf um die 615 m ü. A. Höhe. Westlich erhebt sich der Obersberg (1467 m ü. A.), östlich der Handlesberg (1317 m ü. A.), und südlich der Fegenberg (Großer 1186 m ü. A.), einige Berge der Mürzsteger Alpen und der Gutensteiner Alpen westlich respektive östlich der Schwarza.
Die Ortschaft Schwarzau im Gebirge umfasst etwa 85 Gebäude mit etwa 200 Einwohnern. Die ortsübliche Bezeichnung der Ortslage als Ortsteil der Gemeinde und die Adressen lauten auf Markt. Es ist ein Straßendorf entlang der Höllental Straße (B27).
|                         | Gegend (O) Bichl                            |                         |
|                         | Kompassrose, die auf Nachbargemeinden zeigt | Steinbruch (O) Vois (O) |
| Hirschbach Preintal (O) | Graben (O)                                  |                         |

## Geschichte, Infrastruktur und Sehenswürdigkeiten

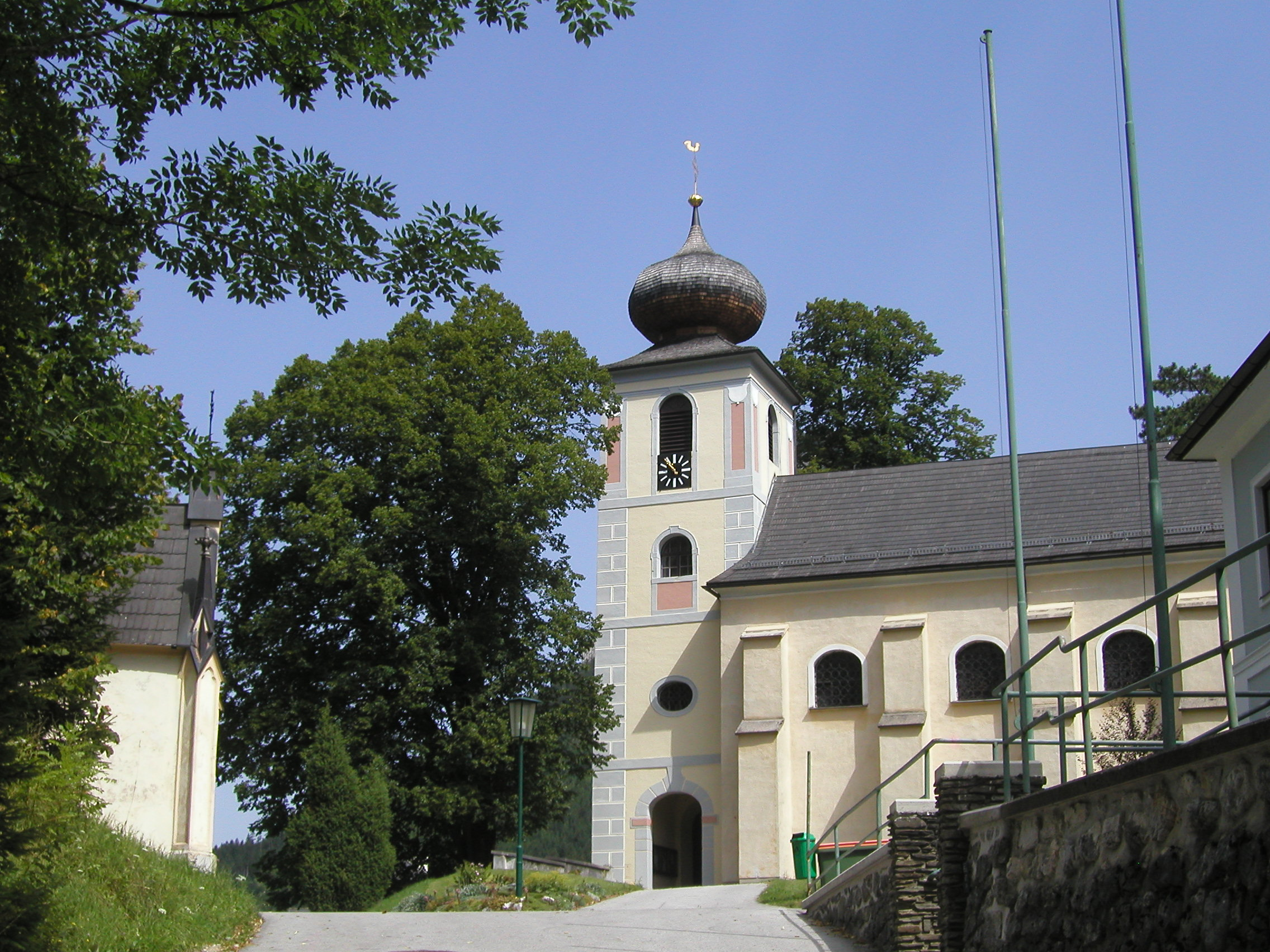
Katholische Pfarrkirche und Kaiser Franz Joseph-Kapelle

Die Gegend wurde unter den Herren von Traisen wohl um die Mitte des 11. Jahrhunderts besiedelt. Um 1220 gehörte es zur landesfürstlichen Herrschaft, dann Landgericht Gutenstein.
Ab 1595 hatte das Hoyos’sche Adelsgeschlecht das Patronat der Herrschaft Gutenstein inne.
Der Ort ist ursprünglich ein Kirchenweiler: Die heutige katholische Pfarrkirche Hl. Nikolaus stammt aus dem zweiten Viertel des 13. Jahrhunderts und ist um 1250/60 erstmals erwähnt. Urkundlich ist der Ortsname (‚Au an der Schwarza‘) aber erst zwischen 1632 und 1658, der Ort an sich dürfte also erst vergleichsweise spät gewachsen sein. Noch um 1840 umfasste der eigentliche Kirchweiler nur 7 Häuser bei der Kirche und war seinerzeit „der kleinste Marktflecken im Lande“.
Zur Zeit der Türkenbelagerung 1529 wurden Weiler und Kirche von Freischärlern gebrandschatzt, die Bewohner hatten sich aber in die Wälder der Umgebung geflüchtet. Spuren dazu hat man in der Herrengrotte in der Klafterwand oberhalb des Ortes gefunden.
1569 wurden die Pfarrrechte bestätigt, und im späteren 16. Jahrhunderts die Kirche dann mit Wandmalereien versehen. Um 1715/17 wurde sie grundlegend saniert und barockisiert.
Die heutige B27 Höllental Straße (Rohr – Gloggnitz) ist eine alte Verbindungsroute vom Mostviertel über die Kalte Kuchl in das südliche Industrieviertel. Sie war aber durch das Höllental noch zu Ende des 18. Jahrhunderts nur ein Fußpfad, nicht einmal zu Pferd passierbar. Erst der Holzunternehmer Georg Hubmer, der „Rax-König“, baute den Steig zu einem Karrenweg aus. Die Straße wurde erst 1832 trassiert.
1908 wurde anlässlich seines 60. Geburtstags die Kaiser-Franz-Joseph-Kapelle zu Ehren Franz Josephs I. errichtet.

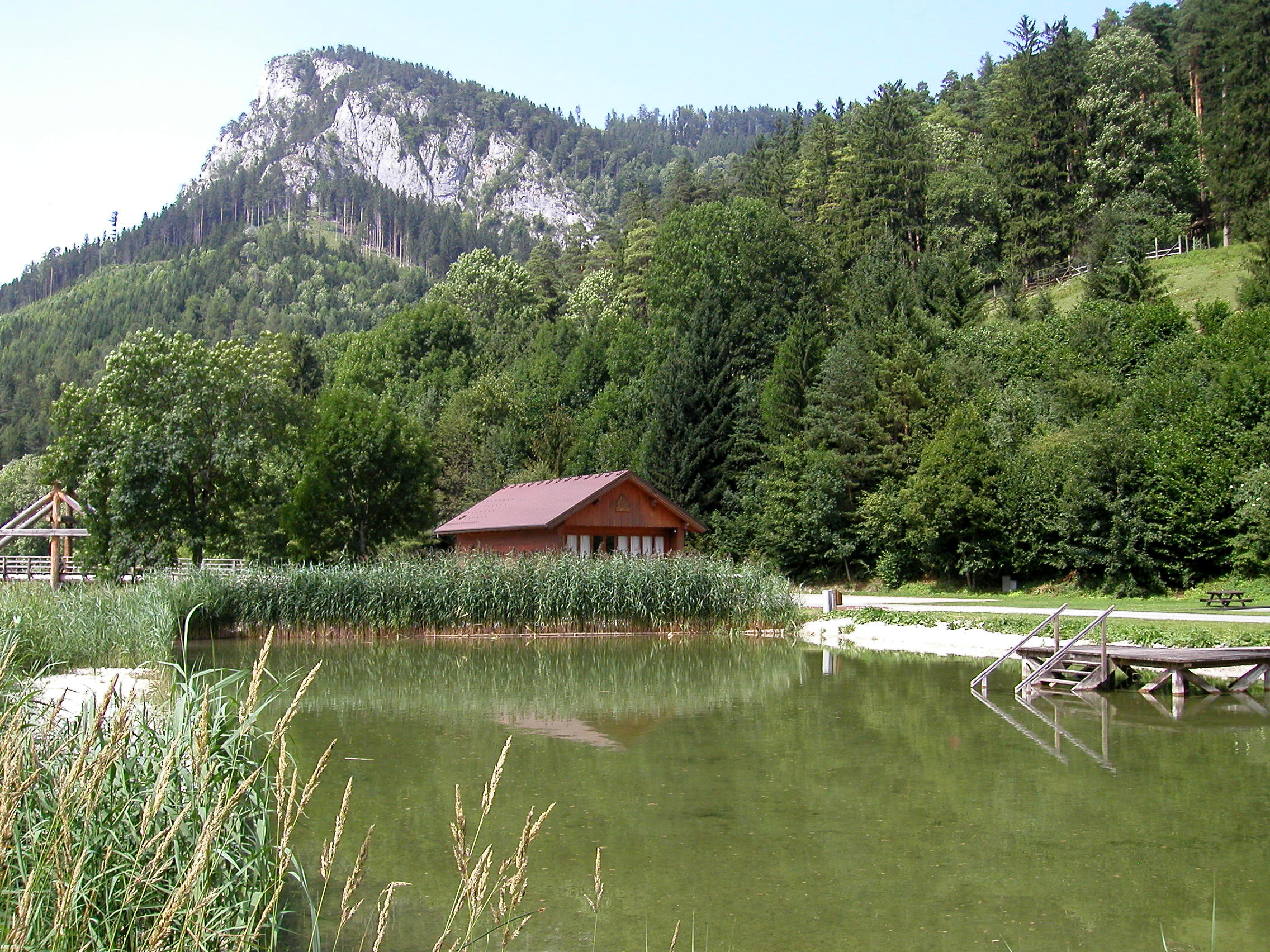
Schwarzauer Badeteich am Naturpark mit Falkenstein

Heute ist der Ort als Ausflugsziel für Wanderer bekannt. Der Obersberg ist ein schöner Aussichtsberg. Direkt oberhalb des Ortes befindet sich der Naturpark und Naturschutzgebiet Falkenstein. Er bietet „das Rax–Schneeberggebiet in Kleinformat“, es werden auch Führungen angeboten. Das Schwarzatal um den Markt gehört noch zum Europaschutzgebiet Nordöstliche Randalpen: Hohe Wand–Schneeberg–Rax, ein Fauna-Flora-Habitat-Gebiet mit ökologischem Schwerpunkt, und zum umfassenden Landschaftsschutzgebiet Rax–Schneeberg. Südöstlich am Hang steht beim Hotterhüttel eine Naturdenkmal-Buche.

## Nachweise
- 31836 – Schwarzau im Gebirge. Gemeindedaten der Statistik Austria

1. ↑  Geographie, schwarzauimgebirge.at
2. ↑  Siehe Datei:HandlesbergvonSüdwesten.jpg, Blick in die Gegenrichtung.
3. 1 2 3 4 5  Geschichtlicher Abriss, schwarzauimgebirge.at
4. 1 2  Bundesdenkmalamt (Hrsg.): Dehio-Handbuch. Die Kunstdenkmäler Österreichs. Niederösterreich, südlich der Donau. Teil 2, Verlag Berger, Horn/Wien 2003, ISBN 3-85028-365-8, S. 2156 ff.
5. ↑  Adolf Schmidl: Wien’s Umgebungen auf zwanzig Stunden im Umkreise. Band 3, Verlag Carl Gerold, Wien 1839, Aus dem Höllenthal nach Lilienfeld, S. 624 (Google eBook, vollständige Ansicht).
6. ↑  Der Naturpark Schwarzau/Geb, schwarzauimgebirge.at